# Juan Corzo
Juan Corzo y Principe (Madrid, 24 giugno 1873 – L'Avana, 27 settembre 1941) è stato uno scacchista spagnolo naturalizzato cubano.

## Biografia
Nato in Spagna, all'età di 14 anni si trasferì a Cuba, stabilendosi a L'Avana. 
Vinse cinque volte il Campionato cubano di scacchi (1898, 1902, 1907, 1912, 1918).
In novembre-dicembre 1901 disputò un match di 12 partite col tredicenne José Raúl Capablanca per il titolo cubano, perdendo +3 –4 =6.
Fondò assieme a Capablanca la Federación Nacional de Ajedrez de Cuba e fu per molti anni editore della rivista Capablanca's Chess Magazine.